# لیدر پرایس
لیدر پرایس (انگلیسی: Leader Price) شرکت خرده‌فروشی فرانسوی است، که در سال ۱۹۸۹ توسط ژان-چارلز ناوری تأسیس شد.